# 2-oj Kniażyj
2-oj Kniażyj, Wtoroj Kniażyj (ros. 2-й Княжий) – chutor w zachodniej Rosji, w sielsowiecie kazaczełokniańskim rejonu sudżańskiego w obwodzie kurskim.

## Geografia
Miejscowość położona jest nad rzekami Łoknia i Sudża, 7,5 km od granicy z Ukrainą, 1,5 km od centrum administracyjnego sielsowietu kazaczełokniańskiego (Kazaczja Łoknia), 4,5 km od centrum administracyjnego rejonu (Sudża), 85,5 km od Kurska.

## Demografia
W 2010 r. miejscowość zamieszkiwało 37 osób.